# Herringbone cross-stratification
Le stratificazioni a lisca di pesce sono una tipologia di struttura sedimentaria tipica degli ambienti tidali, dove la corrente scorre periodicamente nella direzione opposta.

## Formazione
Durante il normale processo di formazione delle cross-stratification, i granuli di sabbia si depositano per saltazione nel lato sopracorrente delle dune, ammucchiandosi sulla cresta fino al raggiungimento dell'angolo di riposo. A questo punto, la cresta formata di materiale granulare si accresce fino ad essere sopraffatta dalle forze di deposito fluido, e crolla lungo il lato sottocorrente della duna. Le ripetute valanghe formano infine le strutture note come cross-stratification, con le lamine che immergono nella direzione della paleocorrente.
Negli ambienti tidali, caratterizzati da un flusso bidirezionale, le strutture si formano a livelli incrociati che immergono in direzioni opposte, rispecchiando la paleocorrente alternata. Le HBCS non sono comuni poiché richiedono che il flusso verso il mare eguagli quello verso la terra, cosa che accade raramente in natura. Il periodo registrato da ogni HBCS, probabilmente è di diversi anni.
Il nome deriva dalla struttura che ricorda la forma di una lisca di pesce.